# Новомалин
Новомалин (укр. Новомалин) — село, центр Новомалинского сельского совета Острожского района Ровненской области Украины.
Население по переписи 2001 года составляло 677 человек. Почтовый индекс — 35843. Телефонный код — 3654. Код КОАТУУ — 5624285601.

## Достопримечательности
В селе находится Новомалинский замок, построенный в XIV веке. Был разрушен во время Второй мировой войны, и находится в разрушенном состоянии по настоящее время.

## Местный совет
35843, Ровненская обл., Острожский р-н, с. Новомалин, ул. Пампощука, 47.

## Галерея

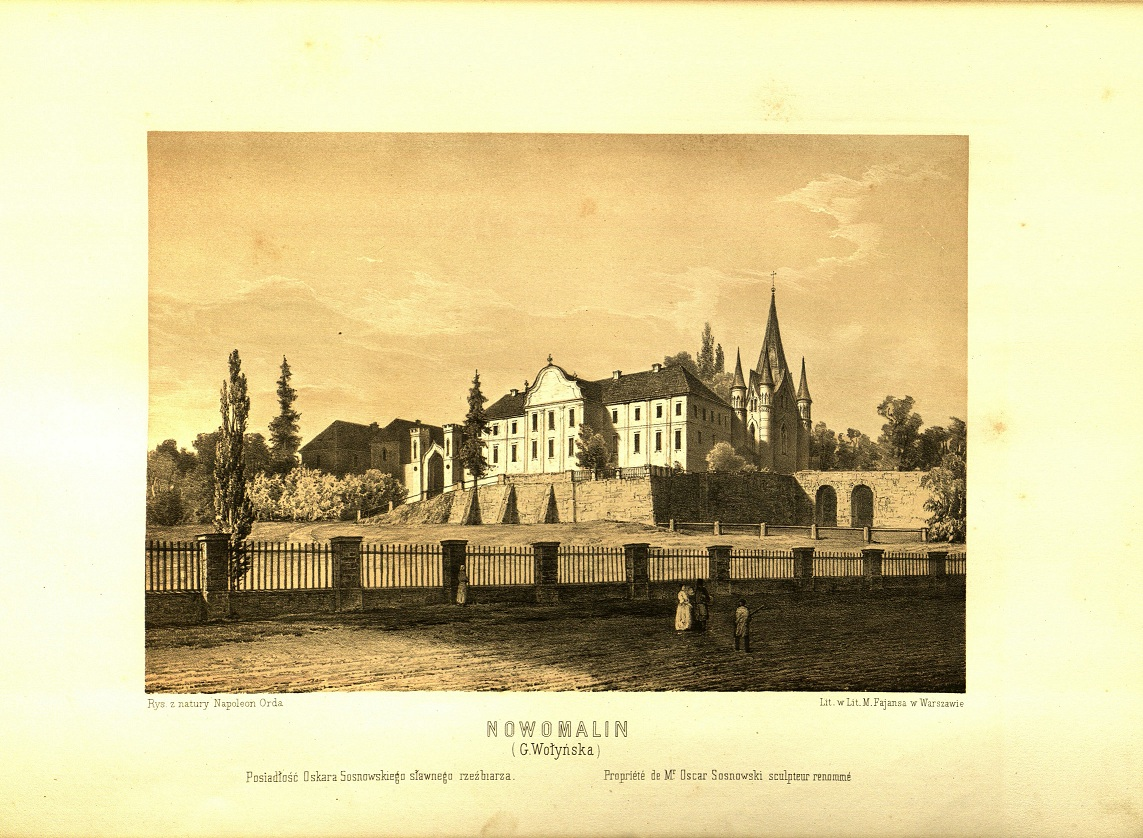
Новомалин в 19 веке. Рисунок Наполеона Орды
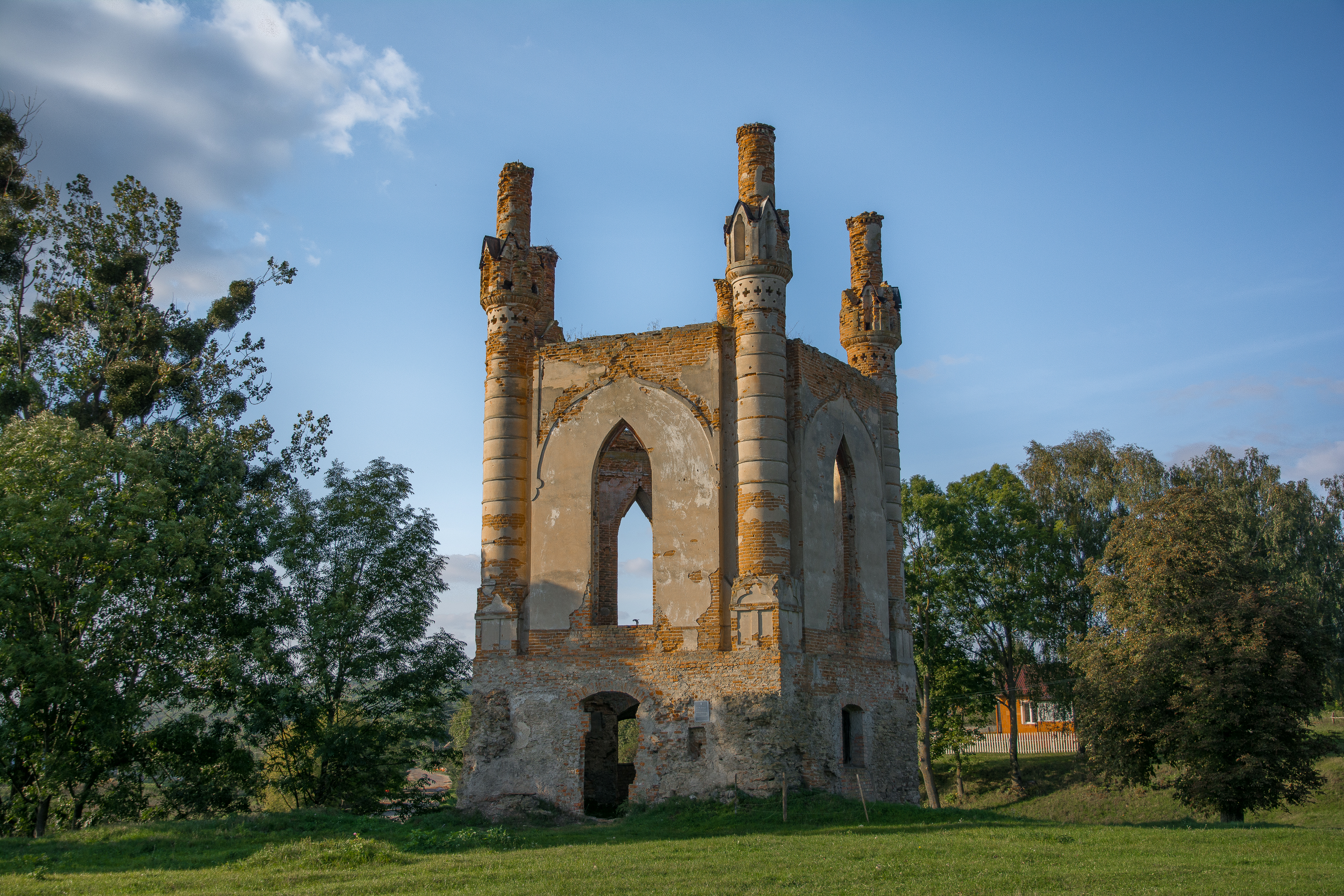
Часовня Новомалинского замка
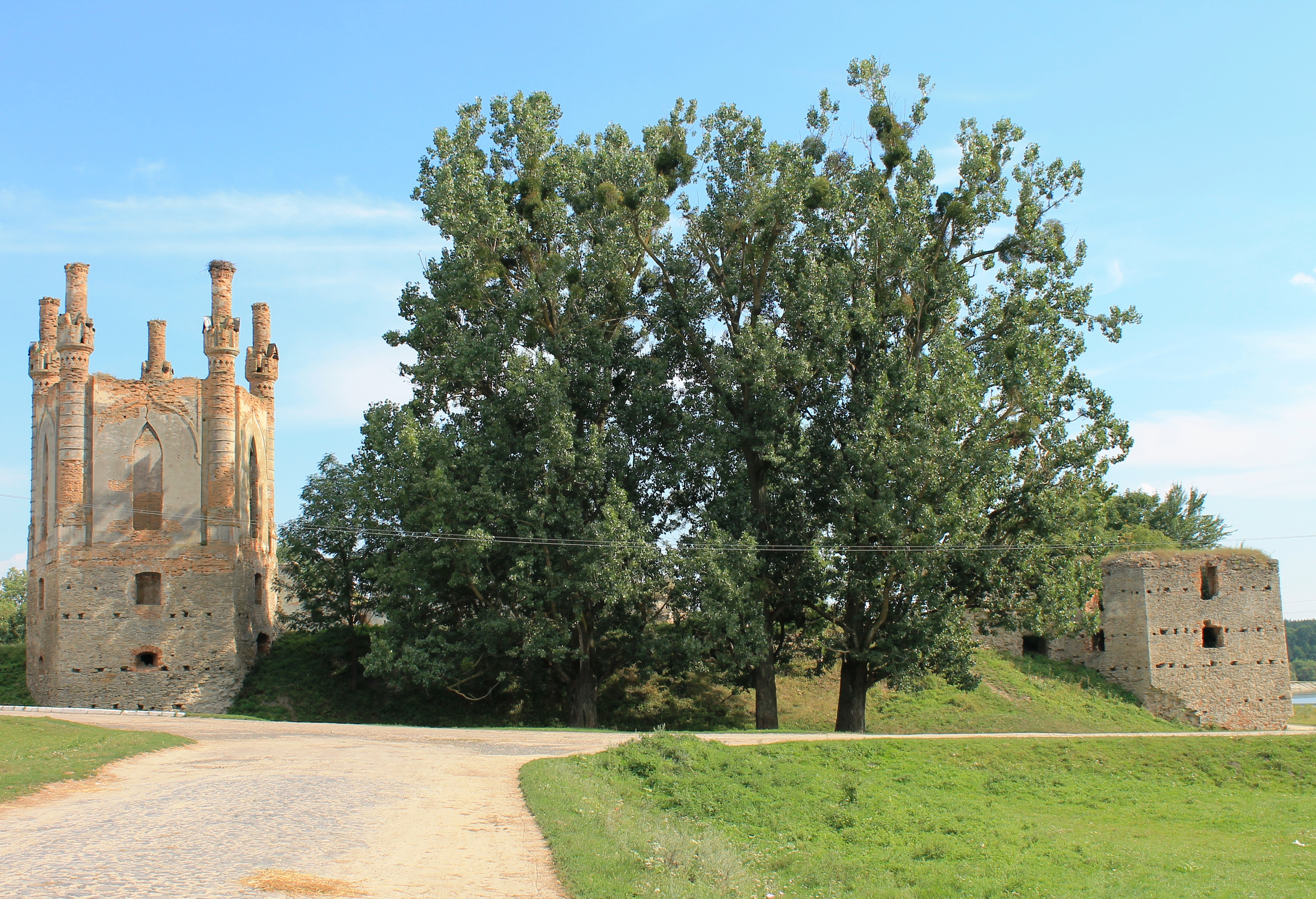
Руины Новомалинского замка